# Khoisanspråk

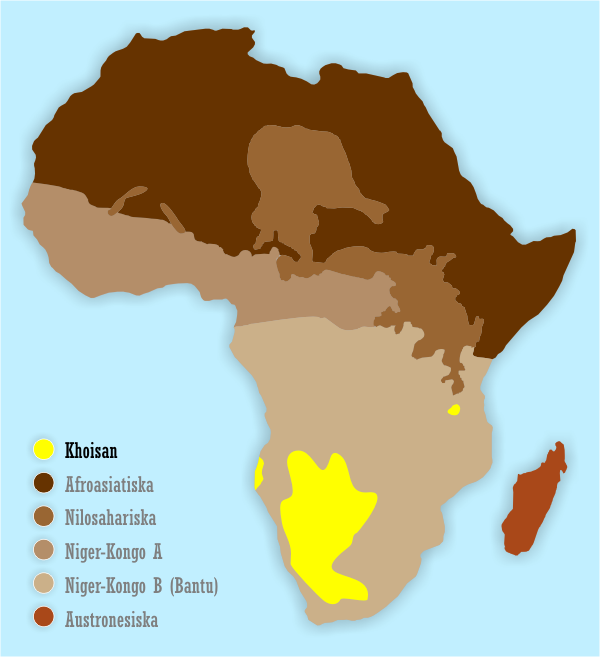
Khoisanspråkens utbredning i Afrika

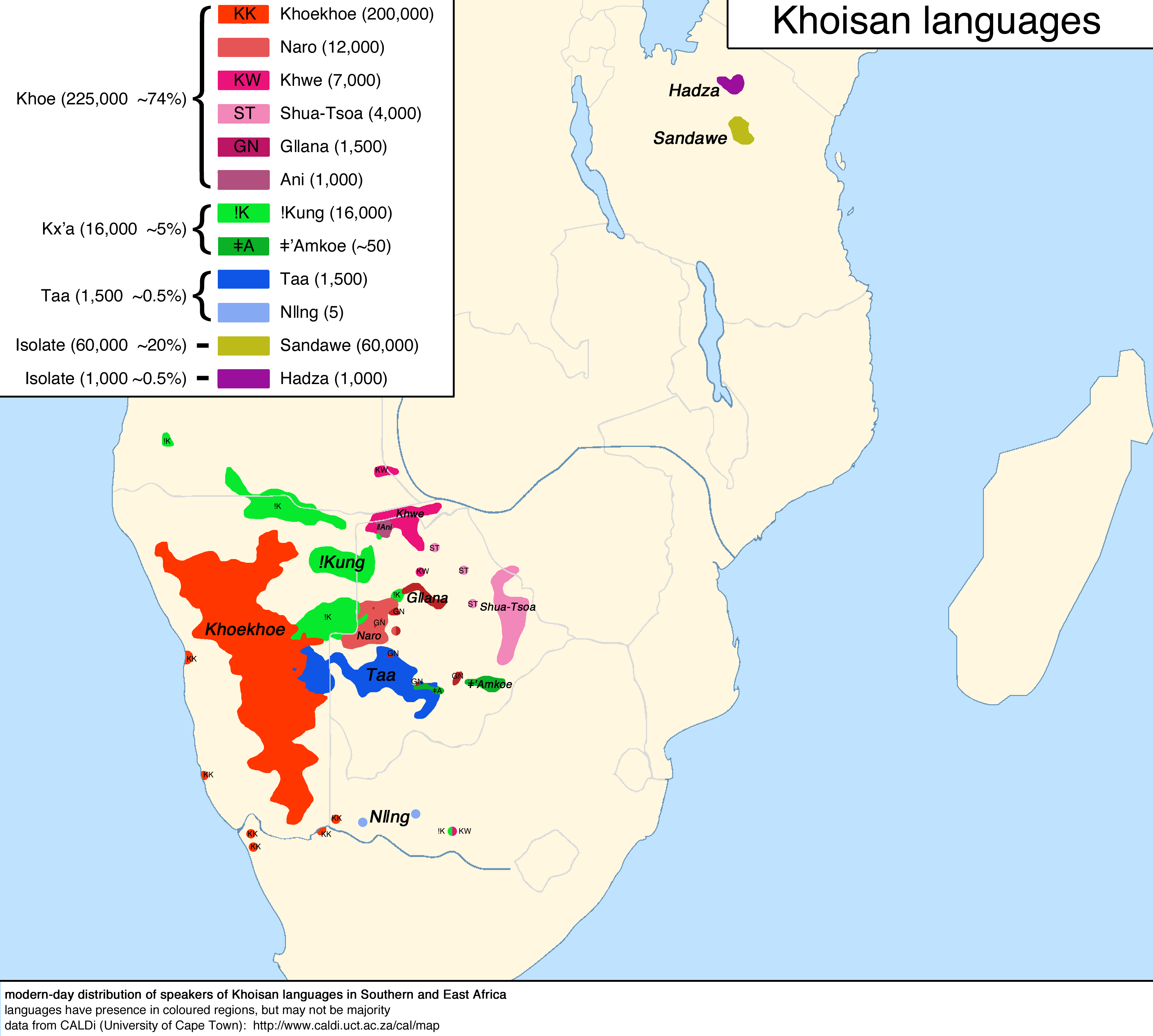
Khoisanspråkens utbredning, med uppskattat antal talar inom parentes.

Khoisanspråk är en grupp språk som talas i delar av södra Afrika, främst i Angola, Botswana och Namibia, samt ett par språk med omtvistad språkfamiljstillhörighet i en liten del av Tanzania. Khoisanspråken har historiskt talats av khoisanfolk (khoikhoi och san).
Khoisanspråken brukar räknas som den minsta språkfamiljen bland Afrikas språk, men det är osäkert om alla språk som räknas till gruppen är besläktade.  Även antalet språk och antalet talare är svårt att fastställa. Det bedöms för närvarande finnas drygt 30 språk inom gruppen, men det är mycket möjligt att de tidigare har varit fler än 100.
Det enda större khoisanspråket är nama med över 100 000 talare. Sandawe är näst störst med omkring 40 000 och ju-dialektgruppen har totalt ungefär 30 000 talare. Många av de övriga språken är mycket små eller utrotningshotade. De flesta har inga skriftliga lämningar.
Khoisanspråken är särskilt kända för sina komplicerade ljudsystem, som bland annat omfattar många klickljud.

## Släktskap
Hittills har man inte kunnat tydligt visa att khoisanspråk verkligen är en genetisk kategori, det vill säga att alla språken har ett gemensamt ursprung, enligt de etablerade metoderna för jämförande språkforskning.
Frågan om khoisanspråkens ställning som familj är mycket omstridd. Om de olika grupperna inom khoisanspråken är besläktade är det troligen mycket avlägset. Vissa forskare indelar khoisanspråken i fyra till sju olika familjer. Det finns stora likheter inom gruppen vad gäller fonologin, men grammatiskt finns stora skillnader.
I stället för att se gruppen som en genetisk enhet kan man betrakta begreppet khoisanspråk som ett samlingsnamn för de språk som innehåller klickljud och som inte tillhör någon av de andra språkfamiljerna i Afrika.

## Indelning
Joseph Greenberg gjorde följande indelning av khoisanspråken:
De två språk som talas i Tanzania, hadza och sandawe, skiljs från de övriga, som talas i södra Afrika. Bland de senare urskiljs tre större grenar, som Greenberg kallade nordliga, centrala och sydliga.
- Den nordliga grenen utgörs av ju-dialektklustren, som har ganska hög ömsesidig förståelighet.
- Den centrala grenen har omkring 20 språk och dialekter, däribland det största khoisanspråket nama.
- Den sydliga grenen (tuuspråken) består av två undergrupper med ett levande språk i vardera gruppen: !Xóõ och n/u, samt troligen de flesta av de numera utdöda språk som talades i Sydafrika.

Språket ‡hõã är svårt att inordna i någon av dessa grenar. Det numera utdöda språket kwadi, som talades i Angola, är inte tillräckligt känt för att kunna inordnas i någon av grenarna.
Det finns starka tecken på att språken inom var och en av dessa grenar är besläktade, men huruvida de olika grenarna är besläktade är mycket tveksamt. Situationen försvåras av att de flesta språken är mycket bristfälligt undersökta och att många språk sannolikt är utdöda.
Den centrala grenen kan också kallas khoespråk. Den nordliga grenen, den sydliga grenen samt ‡hõã kan gemensamt betecknas som "icke-khoe". Man kan inte påvisa genetisk släktskap mellan dessa, men de har vissa gemensamma typologiska drag som skiljer dem från khoespråken. Icke-khoespråken har subjekt - predikat - objekt (SVO) som grundläggande ordföljd och använder morfologisk böjning i mycket liten utsträckning. Khoespråken har subjekt - objekt - predikat (SOV) som grundläggande ordföljd och använder i större utsträckning både partiklar och bundna morfem, främst suffix. Khoespråken har tre genus, maskulinum, femininum och gemensamt genus, och tre numerus, singular, dualis och plural.

## Fonologi
Khoisanspråken har bland de mest komplexa ljudsystemen bland världens språk. De är mest kända för sin användning av klickljud som fonem. Språket ju/'hoan har omkring 30 olika klickljud och kanske 90 olika skilda fonem. Språken !xóõ och ‡hõã har likartat komplexa ljudsystem. Det finns dock en viss osäkerhet i antalet fonem, eftersom det i vissa fall går att klassificera komplexa ljud antingen som enskilda fonem eller som konsonantkluster.
Vokalsystemet består i många fall av fem vokaler, som förekommer i olika varianter: nasalvokaler finns i nästan alla khoisanspråk, och även glottalisering och faryngalisering av vokaler är vanligt. Khoisanspråk är dessutom tonspråk.

## Forskningshistoria
Under lång tid skilde man inom språkforskningen mellan ”hottentottspråk” och ”bushmanspråk”, till stor del på grund av icke-språkliga antropologiska faktorer. ”Hottentotternas” språk räknades också som besläktade med andra språkfamiljer i Afrika och utanför Afrika. Från 1930-talet spreds istället idén att dessa folkgrupper var etniskt, kulturellt och språkligt förbundna.
Joseph Greenberg lanserade 1950 hypotesen om khoisanspråken som en stor språkstam, som han då kallade ’Click languages’ (”klickljudsspråk”). Hans hypotes var till större del baserad på lexikala jämförelser.